# Retrato de José Braulio del Campo Redondo (José Gil de Castro)
Retrato de José Braulio del Campo Redondo es un óleo sobre lienzo obra de José Gil de Castro en Lima en 1831. Es parte de la colección pictórica del Museo Nacional de Arqueología, Antropología e Historia del Perú (Pueblo Libre, Lima). La pintura retrata al militar José Braulio del Camporredondo como mandatario interno leal al militar Agustín Gamarra.